# Tram ATM serie 7100
Le vetture serie 7100 dell'ATM di Milano sono una serie di vetture tranviarie articolate, a pianale integralmente ribassato, utilizzate sulla rete tranviaria urbana. Appartengono alla famiglia dei Sirio, costruiti dall'AnsaldoBreda.

## Storia
In previsione dell'attivazione delle cosiddette "metrotranvie", agli inizi del 2000 l'ATM di Milano ordinò all'AnsaldoBreda quarantotto tram tipo "Sirio" lunghi 35 metri.
Il primo esemplare fu consegnato all'ATM il 13 gennaio 2002 e presentato ufficialmente il successivo 11 marzo. Dopo un periodo di prova, entrò in servizio nel successivo mese di dicembre.

## Caratteristiche

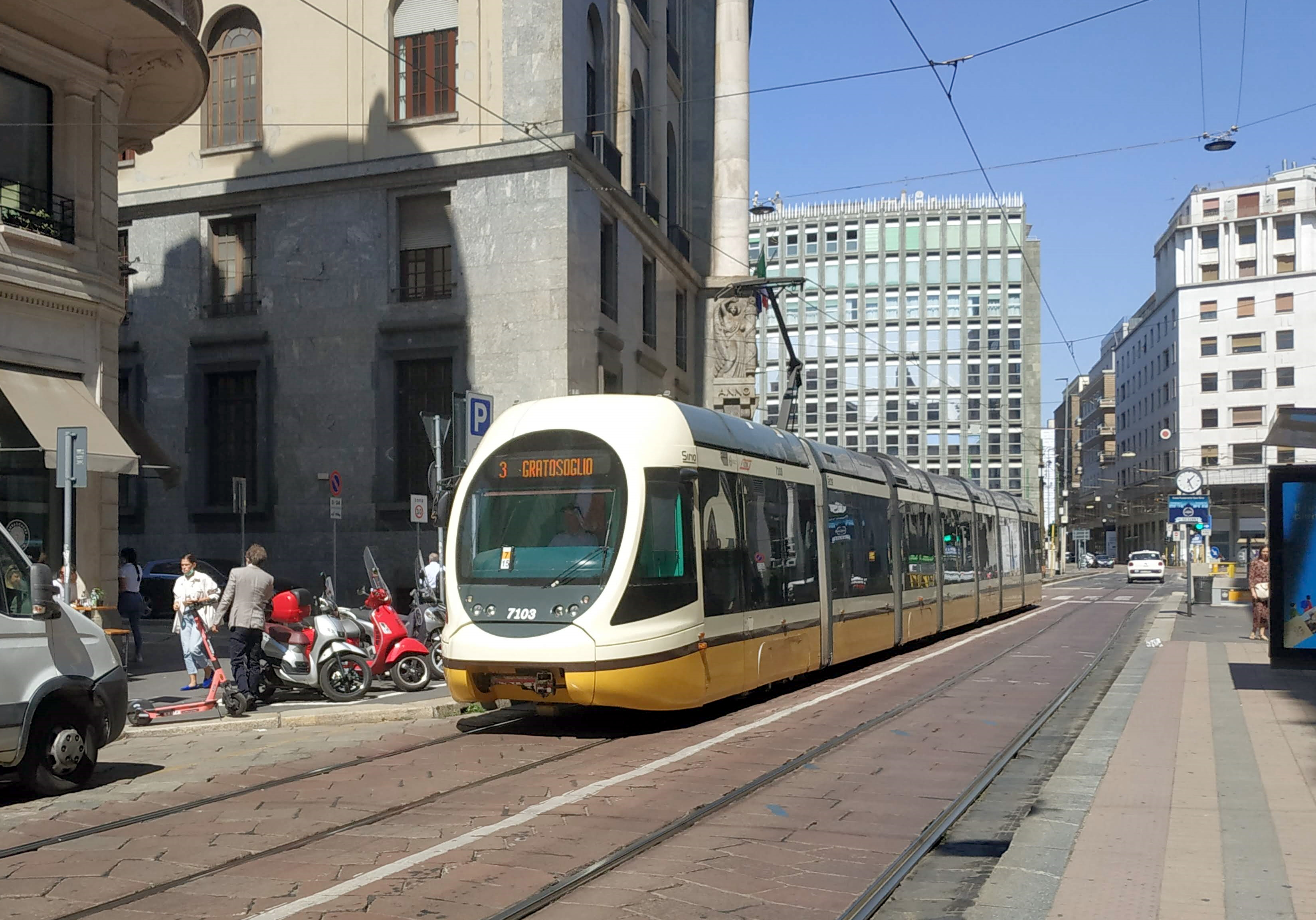
La vettura 7103 nella nuova livrea giallo Milano in servizio sulla linea 3

Le 7100 sono vetture articolate a sette casse, di cui la prima, la terza, la quinta e la settima sono appoggiate su un carrello; la seconda, la quarta e la sesta sono sospese fra le precedenti. Il pianale è interamente ribassato ad un'altezza di 350 mm dal piano del ferro.
Il progetto estetico è opera di Pininfarina.

## Livree
All'epoca della loro entrata in servizio, tutte le vetture adottarono lo schema di coloritura in livrea grigio verde, già utilizzato in precedenza sulle unità della serie 7000. Nel marzo 2021, iniziò la ripellicolatura delle stesse nella livrea giallo Milano, di modo da uniformare la colorazione a quella degli altri tram milanesi. Il processo si concluse l'anno seguente.

## Utilizzo vetture
Le vetture della serie 7100 sono attualmente in regolare servizio sulle linee 4,7,15 e 31.